# Syndrome branchio-oculo-facial
Le syndrome branchio-oculo-facial (Branchio-oculo-facial syndrome en anglais, souvent désigné par le sigle BOFS) est une maladie génétique résultant d'une mutation du gène TFAP2A. Il s'agit d'un trouble de transmission autosomique dominante qui affecte le développement de l'enfant dès avant la naissance.
Les symptômes de cette maladie peuvent se manifester sous la forme d'anomalies cutanées au cou, de déformations des oreilles et des yeux, ainsi que d'autres caractéristiques faciales telles qu'une fente labiale, une croissance lente, un handicap mental et une canitie prématurée,.

## Signes et symptômes
Le terme « branchio » fait référence aux arcs branchiaux de l'individu affecté, également appelés arcs pharyngiens. Les arcs branchiaux sont des structures dans l’embryon en développement qui participent à la formation de certains tissus dans la région du cou et du visage. Chez les personnes touchées par cette maladie, les arcs branchiaux ne se développent pas correctement. Cela entraîne certaines des malformations physiques de ce syndrome, par exemple des plaques cutanées anormales au niveau du cou et du visage, qui peuvent être anormalement velues, minces ou rouges, ou avec un grand nombre de vaisseaux sanguins.
Le terme « oculo » fait référence aux yeux. Les personnes atteintes du syndrome ont une déficience visuelle due à plusieurs malformations au niveau des yeux, telles que de petits globes oculaires, un blocage des canaux lacrymaux, voire une absence complète d’œil.
« Facial », en dernier lieu, se réfère au visage : les personnes touchées peuvent avoir plusieurs anomalies dans cette région. Ces anomalies incluent une fente labiale, une fente palatine, des yeux largement espacés (hypertélorisme), des coins pointus au niveau de la bouche et pointant vers le haut, un nez large, lequel peut avoir une extrémité aplatie, et des déformations des structures de l'oreille externe et moyenne. Les anomalies générées par ce syndrome sont limitées au visage, mais il peut toutefois aussi causer le sous-développement ou la malformation des reins.

## Physiopathologie et génétique
La maladie est génétiquement héritée, elle provient d'une mutation qui supprime le gène TFAP2A. Ce gène est important car il fournit le plan directeur pour l’arrangement de 437 acides aminés qui constituent le facteur de transcription des protéines AP-2 alpha. Ce facteur de transcription protéique se lie à un motif C-terminal helix-span-helix et à une partie amino-terminale de l'ADN qui affecte le fonctionnement de nombreuses activités cellulaires telles que la division cellulaire et l'apoptose. AP-2 alpha est particulièrement important pendant la croissance de l'embryon, principalement dans le développement des arches branchiales. Quatre autres protéines sont également affectées par la suppression du gène TFAP2A. L'une est L249P, cette protéine change pour provoquer une modification d'espace conformationnel avec une proline substituée. R254W et R255G sont aussi concernées. Enfin, une modification de la protéine G262E entraîne le remplacement d'une chaîne latérale non polaire par une chaîne latérale polaire chargée.

## Diagnostic
Le syndrome branchio-oculo-facial est difficile à diagnostiquer car sa pénétrance est incomplète. Il est souvent diagnostiqué à tort comme un syndrome branchio-oto-rénal, du fait de la similitude de leurs symptômes.

## Épidémiologie
Il a été estimé en 2018 que seulement cent cas de ce syndrome ont été documentés dans la littérature médicale.

## Prise en charge
La prise en charge des personnes atteintes de BOFS vise les symptômes spécifiques et est confiée dans l'idéal à une équipe pluridisciplinaire compétente en troubles cranio-faciaux. Un généticien établit généralement le diagnostic clinique, ce qui est confirmé par des tests moléculaires. La chirurgie reconstructive est nécessaire pour réparer les déformations faciales et les conduits nasaux obstrués. Les défauts de la peau ne doivent pas être traités avec une simple cautérisation. Le strabisme peut être corrigé par une intervention chirurgicale.
En outre, les personnes atteintes de ce syndrome doivent être suivies par des ophtalmologistes, des oto-rhino-laryngologistes, des dentistes, et des psychologues ou des psychiatres. Selon les problèmes de la personne, une évaluation neuropsychologique ou développementale et un soutien concernant leur santé mentale peuvent être nécessaires.
Le conseil génétique est recommandé aux patients et à leurs familles pour ce qui concerne la santé reproductive.